# Danville (Illinois)
Pour les articles homonymes, voir Danville.
La ville de Danville est le siège du comté de Vermilion, dans l’État de l’Illinois, aux États-Unis. Sa population s’élevait à 33 027 habitants lors du recensement de 2010, estimée à 31 424 habitants en 2017.

## Démographie
Selon le recensement de 2000 du Bureau du recensement des États-Unis, 33 904 habitants résident dans la ville, 13 327 ménages et 8 156 familles. Sa densité de population est de 770 hab./km2. 70,19 % de la population s'est identifié comme blanche, 24,37 % afro-américaine, 0,21 % amérindienne, 1,2 % d'origine asiatique, 0,03 % originaire des îles du Pacifique, 2,09 % d'un autre groupe ethnique, 1,92 % de deux ou plus groupes ethniques. 4,57 % de la population est hispanique (notion qui ne préjuge d'aucun groupe ethnique).
Parmi les 13 327 foyers, 28 % comptaient un ou des enfants de moins de 18 ans, 42 % étaient des couples mariés vivant ensemble, 15,1 % avaient un chef de famille féminin sans mari, et 38,8 % étaient des foyers non familiaux. 33,9 % des foyers étaient constitués d'un individu vivant seul et 15,5 % d'un individu seul de 65 ou plus. Le nombre moyen de personnes par foyer était de 2,35 et la famille moyenne comptait 3,01 membres.
De toute la population de la ville, 24,9 % avaient moins de 18 ans, 9,5 % avaient entre 18 et 24 ans, 27,7 % de 25 à 44 ans, 21,3 % de 45 à 64 ans, et 16,6 % 65 ans et plus. L'âge médian était de 37 ans. Pour environ 100 femmes il y avait 99,3 hommes. Pour 100 femmes de 18 ans et plus, il y avait 97,7 hommes.

## Sports
- Les Dashers de Danville de la Continentale Hockey League joue de 1981 à 1986. Les Dashers cagne la Coupe des séries éliminatoires en 1982 et en 1984.
- Les Fighting Saints de Danvile joue dans la All-American Hockey League de 1986 à 1989.
- Les Wings de Danville joue dans la North American Hockey League de 1994 à 2003. Les Wings gagne la Coupe Robertson en 2000.
- Les Wings de Danville joue dans la United States Hockey League pour la saison 2003-2004.
- Les Pounders de Danville joue dans la North Eastern Hockey League (2003-2008) de 2006 à 2007.
- Les Dashers de Danville joue dans la Ligue fédérale de hockey de 2011 à 2019. Les Dashers gagne la Coupe du Commissaire en 2017.
- Les Bobcats du Comté de Vermillion joue dans la Southern Professional Hockey League de 2021 à 2023.
- Les Dashers de Danville joueront dans la Ligue Fédérale de hockey pour la saison 2024-2025.

### Joueurs ayant évolué à Danville et ayant été joueurs professionnels dans des ligues majeures
- Justin Johnson - Wings de Danville - NAHL
- Alex Foster - Wings de Danville - NAHL
- Lindsay Middlebrook - Fighting Saints de Danville - AAHL
- William Chalmers - Entraineur des Dashers de Danville - CoHL
- Mike Watt - Entraineur des Bobcats du Comté de Vermillion - SPHL